# Geron emiliae
Geron emiliae är en tvåvingeart som beskrevs av Zaitzev 1964. Geron emiliae ingår i släktet Geron och familjen svävflugor. Inga underarter finns listade i Catalogue of Life.